# Pinku eiga
Pinku eiga (jap. ピンク映画 pinku-eiga) – gatunek japońskich filmów erotycznych, przeznaczonych do dystrybucji w kinach.
Obrazy w tym gatunku zaczęły powstawać na początku lat 60.
W latach 60. XX w. pinku-eiga były domeną małych, niezależnych wytwórni filmowych. W latach 70. także duże studia filmowe, w obliczu utraty widzów, zaczęły produkować obrazy w tym gatunku. Duże budżety tych filmów i możliwość zatrudnienia wybitnych twórców sprawiły, że niektóre z tych filmów obok popularności wśród widzów zyskały też uznanie krytyki także poza granicami kraju. Część filmów ze względu na łączenie wyszukanej erotyki i perwersji z wątkami politycznymi i religijnymi oraz aspektem śmierci wywołała międzynarodowy skandal i została zakazana w wielu krajach świata. Nowa fala pornografii (AV) powstała pod koniec lat 80. sprawiła, że popularność i liczba tworzonych w tym stylu filmów zmalały, ale pinku-eiga wciąż są produkowane.

## Definicja
Pinku-eiga, czyli „różowe filmy” z początku określane były terminem erodakushon-eiga (ang. eroduction films) lub „filmów za trzy miliony jenów” (sanbyakuman-eiga, ang. three-million-yen-films). Termin pinku-eiga wprowadził dziennikarz Minoru Murai w 1963 r., ale nazwa ta upowszechniła się dopiero pod koniec dekady.
Pinku-eiga nie mają dobrego odpowiednika w kinematografii zachodniej. Określane jako pornograficzne, odpowiadają raczej zachodnim stylom „erotica,” „soft porn” albo „sexploitation”, choć również żaden z tych nie odpowiada w pełni japońskiemu gatunkowi. Japońskie ograniczenia cenzorskie sprawiły, że przedstawianie narządów płciowych, a nawet samego owłosienia łonowego przez długi czas były zakazane w filmach tego gatunku. Niektórzy reżyserzy rozwinęli wyszukane techniki omijania ograniczenia uwidaczniania „istotnych części”.
Niektórzy utrzymują, że to cenzura nadała japońskiemu kinu erotycznemu jego szczególny styl. Według Donalda Richiego „Amerykańska pornografia jest zatrzymana na zawsze na swoim podstawowym poziomie, ponieważ pokazując wszystko, nie musi robić nic innego; japońska musi dokonać czegoś więcej ponieważ nie może pokazać wszystkiego. Upokarzający bodziec pozwolił na stworzenie kilku nadzwyczajnych dzieł sztuki, w tym zaledwie kilku filmów”. Pisząc te słowa w 1972, u zarania Drugiej Fali pinku eiga zastrzega swój wywód zdaniem: „Jednak żaden z nich nie należy do nurtu eroduction”. Pia Harritz zestawiając pinku eiga z zachodnimi filmami pornograficznymi zauważa: „To, co rzuca się w oczy, to zdolność pinku-eiga do przyciągnięcia widza czymś więcej niż ujęciami zbliżeń narządów płciowych, a także złożoność w przedstawieniu płci i ludzkiego umysłu”.
Richie i Harritz wypunktowali podstawowe cechy gatunku:
1. Film powinien mieć wymaganą minimalną ilość scen seksu[8]
2. Film musi trwać około godziny[9]
3. Film musi być nakręcony na taśmie 16 mm lub 35 mm, w ciągu jednego tygodnia[10]
4. Budżet filmu musi być bardzo ograniczony[11].

## Reżyserzy
Dla części reżyserów pinku eiga były tylko etapem w karierze w branży filmowej, inni poświęcili się wyłącznie temu gatunkowi. Niektórzy z nich to:

- Yasuharu Hasebe
- Ryūichi Hiroki
- Toshiharu Ikeda
- Takashi Ishii
- Teruo Ishii
- Shun’ya Itō
- Satoru Kobayashi
- Kazuo „Gaira” Komizu
- Masaru Konuma
- Kiyoshi Kurosawa
- Tatsumi Kumashiro
- Yoshimitsu Morita
- Giichi Nishihara
- Kōyū Ohara
- Kazuhiro Sano
- Hisayasu Satō
- Toshiki Satō
- Chūsei Sone
- Masayuki Suo
- Norifumi Suzuki
- Tetsuji Takechi
- Yōjirō Takita
- Noboru Tanaka
- Takechi Tetsuji
- Kōji Wakamatsu
- Takahisa Zeze

## Aktorki
Niektóre popularne aktorki filmów pinku eiga to:
- Reiko Ike
- Tamaki Katori
- Junko Miyashita
- Reiko Oshida
- Kazuko Shirakawa
- Miki Sugimoto
- Naomi Tani
- Noriko Tatsumi

## Przykłady filmów
- Women... Oh, Women! (Takechi, 1963)
- Daydream (Takechi, 1964)
- Ukiyo-e Cruel Story (Takechi, 1968)
- Go, Go Second Time Virgin (Wakamatsu, 1969)
- Terrifying Girls' High School (4-film series, 1972-1973)
- Girl Boss Guerilla (Norifumi Suzuki, 1972)
- Sex & Fury (Norifumi Suzuki, 1973)
- Terrifying Girls' High School: Lynch Law Classroom (Norifumi Suzuki, 1973)
- Flower and Snake (Konuma, 1974)
- School of the Holy Beast (Norifumi Suzuki, 1974)
- Wife to be Sacrificed (Konuma, 1974)
- A Woman Called Sada Abe (Tanaka, 1975)
- Assault! Jack The Ripper (Hasebe, 1976)
- Cloistered Nun: Runa’s Confession (Konuma, 1976)
- Tattooed Flower Vase (Konuma, 1976)
- Erotic Diary of an Office Lady (Konuma, 1977)
- Angel Guts (9-film series, 1978-1994)
- Woman with Red Hair (Kumashiro, 1979)
- Zoom In: Rape Apartments (Naosuke Kurosawa, 1980)
- Daydream (Takechi, 1981)
- Entrails of a Virgin (Komizu, 1986)
- Rafureshia (Sato, 1995)
- The Glamorous Life of Sachiko Hanai (Meike, 2003)

## Publikacje
Jasper Sharp: Za różową kurtyną. Historia japońskiego kina erotycznego (2011) Przekład: Jagoda Murczyńska, Kaja Klimek, Gabriela Żuchowska; Wydawnictwo: Korporacja Ha!art